# Bicho malo (nunca muere)
Bicho malo (nunca muere) es una serie española, principalmente protagonizada por Edu Soto.

## Argumento
Seis solteros, parados y sin un duro… y un séptimo amigo muerto con ganas de hacerles la vida más… ¿fácil?. La diversión está servida.
Seis amigos en la frontera de los treinta deciden compartir piso. Pero ellos eran siete amigos. El séptimo de ellos, Ángel, murió en circunstancias que, sinceramente, no vienen al caso…
La cuestión es que los otros seis continúan la aventura… De algún modo, para honrar la memoria de Ángel. Pero Ángel no les ha abandonado del todo. Y se les aparece, en carne y hueso, a todos y cada uno de ellos para hablarles, escucharlos, ofrecerles consejo.
Ángel tenía una relación muy especial con sus seis amigos. Y todos creían ser su mejor amigo. Precisamente por eso, todos creen ser el único que se sigue tratando con él. Y por eso, cada amigo sólo ve a Ángel cuando está a solas, o cuando no hay nadie más del grupo cerca. Si se juntan dos o más, Ángel, sencillamente, desaparece. Sin embargo, esto no quita que uno abra un armario de la cocina y se lo encuentre junto al tarro del azúcar, o tras la estantería de los DVD’s del salón, para susurrarle vaya usted a saber qué, sin que el otro se entere…
El carácter especial de esta relación hace que todos oculten al resto su “amistad de ultratumba”. La amistad con un bromista siempre dispuesto a echar una mano… aunque sea al cuello.

## Reparto
| Actor / Actriz        | Personaje |
| --------------------- | --------- |
| Edu Soto              | Ángel     |
| Ana Morgade           | Cecilia   |
| Sara Gómez            | Miriam    |
| Rocío Muñoz           | Marta     |
| Adrián Lastra         | El Ruli   |
| César Camino          | Guaperas  |
| Antonio Muñoz de Mesa | Gus       |
| Juanma Díez           | Jerome    |
| Canco Rodríguez       | Ginés     |
| José Ramón Iglesias   | Jota      |